# Helene Kullmann
Helene (Leen) Kullman (cyrillique : Леэн Кульман), née le 31 janvier 1920 à Tartu (Estonie) et morte assassinée dans la même ville le 6 mars 1943, était une agent des services secrets soviétiques estonienne pendant la Seconde Guerre mondiale. Elle fut décorée du titre de Héros de l'Union soviétique à titre posthume.

## Biographie
Fille de Andrus et Lydia Kuhlman, elle avait 6 frères et sœurs. Après la mort de son père en 1933, elle commence plusieurs petits boulots pour subvenir aux besoins de sa famille : s'occuper du bétail, ouvrière dans une briqueterie et servante chez une riche famille suédoise.
En 1940, elle rejoint un Komsomol en tant que leader de la jeunesse avant, l'année suivante, de devenir membre du Comité Central Estonien qui la nomme professeur dans une école primaire de Tallinn.
Elle rejoint l'Armée rouge en 1942 en tant qu'infirmière et ne devient une espionne qu'en avril 1942. En janvier 1943, elle est arrêtée près du village de Võru avec sa sœur, sa mère et son beau-frère. Elle est abattue le 6 mars 1943 par un membre de l'organisation fasciste estonienne Autodéfense.
Elle a reçu le titre de Héros de l'Union soviétique à titre posthume en 1965, vingt ans après la fin de la guerre ainsi que l'Ordre de Lénine.